# Queen: The Early Years
A The Early Years Mark Hodkinson eredetileg 1995-ben megjelent könyve, amely a Queen rockegyüttes történetére, azon belül legfőképpen a korai éveikre koncentrál. Hodkinson a kutatómunkája során mintegy hatvan emberrel, egykori kollégákkal és barátokkal készített interjút, és a tagok előző zenekarainak történetét is feltérképezte. Ironikus módon Hodkinson nem szereti a Queen zenéjét, és csak azért írta meg a könyvet, mert felkérték rá (ellenérzését azzal magyarázta, hogy egy korábbi barátnője, aki elhagyta, nagy rajongója volt a Queennek). A könyv egész fiatalkoruktól figyelemmel kíséri a tagok életét, és az 1975-ös évvel ér véget. Három kiadást ért meg, a legutóbbi 2009-es.